# 迪特里克
迪特里克（波蘭語：或，10世紀—1032年），皮雅斯特王朝1032年曾任波蘭公爵。
迪特里克是梅什科一世與其第二任（或第三任？）妻子哈爾登斯萊本的奧達（諾德馬克藩侯哈爾登斯萊本的迪特里克之女）的孫子。迪特里克的名字源自其外祖父哈爾登斯萊本的迪特里克。迪特里克的父親身份尚不確定。梅什科與奧達育有三子：梅什科、斯溫托佩烏克和蘭伯特。其中，斯溫托佩烏克被推測在991年《達戈梅判決書》撰寫前已去世，可能早夭且無子嗣。因此，迪特里克的父親可能是梅什科或蘭伯特，而梅什科因年長更可能是其父。
1032年7月，波蘭公爵貝斯普里姆遭謀殺後，神聖羅馬皇帝康拉德二世在梅澤堡調解，將波蘭分給貝斯普里姆的弟弟梅什科二世·蘭伯特和奧托及其侄子迪特里克。此次分治短暫，隨著奧托去世和迪特里克被流放，梅什科二世·蘭伯特於1033年短暫統一國家。迪特里克的最終命運未知，但他在1032年7月或1033年後去世。